# Mercatorstripbeurs
De Mercatorstripbeurs is een stripbeurs die sinds 1995 jaarlijks in Kruibeke georganiseerd wordt. 
Jaarlijks komen tal van tekenaars signeren in een gemoedelijke sfeer. Telkens wordt er aandacht gegeven aan tekenaars die al jaren niet meer in de belangstelling zijn geweest zoals Leo Fabri, Edgard Gastmans, Got of Willem Dolphyn. Daarnaast komen er ook tekenaars die zelden of nooit in Vlaanderen signeren zoals Kiko of Hachel.  
De beurs is ook verantwoordelijk voor verschillende uitgaven, waaronder steevast een boekje van een vergeten auteur zoals Ploeg, Marcel Rouffa of Pil. Maar ook vergeten verhalen van o.a Suske & Wiske, Rik Ringers en de Rode Ridder krijgen een kans.
Door zijn formule qua speciale uitgaven, de onorthodoxe keuze van tekenaars in combinatie met speciale aandacht naar de bezoekers toe kreeg dit festival in 2005 van de forum-website “Bonte.be” de titel “Leukste stripbeurs van Vlaanderen”, in 2006 van de forum-website “RodeRidder.be” de titel “Tofste stripbeurs van Vlaanderen”.